# Cameron Stewart
Cameron Stewart (Manchester, 8 de abril de 1991) é um futebolista inglês. Atualmente joga pelo Manchester United, na função de meio-campista.